# Paweł Sulik
Paweł Sulik, pseud. Paulus von Kinsky – polski filozof, dziennikarz radiowy, publicysta i muzyk rockowy, założyciel i wokalista zespołów Kinsky i Partizan. Dyrektor programowy kilku rozgłośni radiowych, jako dziennikarz Tok FM zajmuje się problematyką społeczną i kulturalną.

## Życiorys

### Młodość i wykształcenie
Pochodzi ze Słupska.
W latach 1990–1996 studiował filozofię na Wydziale Filozofii i Socjologii Uniwersytetu Warszawskiego. Pracę magisterską Konflikt jako kategoria filozoficzna napisał pod opieką prof. Magdaleny Środy, następnie rozpoczął studia doktoranckie, których nie ukończył.
Pracował w schronisku PTTK „Na Śnieżniku”, gospodarstwie rolnym, na budowie, na uniwersytecie i w klubie jazzowym.

### Działalność muzyczna
Pierwszy zespół muzyczny założył w szkole średniej.
W styczniu 1992 jako Paulus von Kinsky był współzałożycielem (m.in. z Tomaszem Lewandowskim ps. Tony von Kinsky) i wokalistą awangardowego zespołu Kinsky. W tym samym roku w studiu Złota Skała Kinsky nagrał cztery utwory, których producentem był Robert Brylewski. W 1993 ukazała się pierwsza płyta Copula Mundi. Zespół rozegrał około 150 koncertów zarówno w Polsce jak i za granicą, był honorowym gościem Festiwalu w Jarocinie ’94, odbył trasy koncertowe w Austrii, Niemczech, Czechach i na Ukrainie. W latach 1995–1996 Kinsky nagrał nowe utwory w studiu, których jednak nie opublikował, a w 1996 zespół zawiesił działalność. Podczas koncertów muzycy wchodzili w interakcje z publicznością, przeprowadzali performansy, wprowadzane były efekty wizualne i zapachowe.
W 1993 wraz z Arkiem Wosiem wydali własnym sumptem – jako Mvlticide* – kasetę Lebenstod. W 1995 wraz z muzykami związanymi z Komuną Otwock założył zespół Multicide. W 1999 ukazała się eksperymentalna płyta zespołu.
Na składance Piotra Kaczkowskiego Minimax pl 2 z 2004 znalazła się piosenka Alexandra nagrana przez zespół Che!. Za stworzenie piosenki i partie wokalne odpowiadają Marek Iwańczuk i Paweł Sulik, który grał w niej także na gitarze. Z kolei na skadance Dolina Lalek: Tribute to Kryzys vol. 2 z 2006 znalazł się utwór Multicide – Ambicja wykonywany również przez Sulika.
Jest założycielem, wokalistą i gitarzystą zespołu rockowego Partizan, powstałego w 2006 na bazie Che!.  W 2009 wydał z nim płytę Homoapatia, na którą napisał wszystkie teksty, wykonuje partie wokalne i gra na gitarze, a wraz z pozostałymi członkami Partizana skomponował muzykę.
W 2015 zespół Kinsky reaktywował się z Paulusem jako wokalistą, rozpoczął działalność koncertową, wydał singel 92.96.15, oraz nową edycję Copula Mundi. W tym samym roku ukazała się płyta Emergent zespołu Multicide gdzie Sulik grał na gitarze elektrycznej. W 2018 ukazała się druga płyta zespołu Kinsky: Praeterito Futurum.

### Działalność dziennikarska i medialna
Publikował w anarchistycznym fanzinie „Mać Pariadka”. Już w czasie studiów rozpoczął pracę jako dziennikarz radiowy. W latach 1997–2002 pracował jako DJ i prowadzący programy w Radiu Wawa, następnie pracował jako dyrektor programowy w stacjach Grupy Radiowej Agory (2002–2009): był dyrektorem programowym warszawskiego Radia Pogoda, po jego przekształceniu w Radio Złote Przeboje do 2005 łączył obowiązki z byciem dyrektorem programowym całej sieci radiowej. Od października 2005 wrócił do kierowania warszawską redakcją.
Od 2010 jest dziennikarzem „Tok FM”, zajmującym się problematyką społeczną i kulturalną. Od samego początku prowadzi autorską audycję o obcokrajowcach w Polsce": Los Polandos. Przez kolejne lata prowadził następujące audycje: Post Factum, Weekendowy Poranek, Studio Plac, Dość Przemocy! i Nasza Europa. W 2021 był prowadzącym audycji Wieczór Tok FM, Mikrofon Tok FM/Mikrofon Radia Tok FM.
Wraz z Adamem Balcerem prowadził na antenie „Tok FM” podcasty: Lechistan – orientalna historia Polski, Babel czyli Rzeczpospolita Multi-Kulti oraz Babel Travel.
Publikuje artykuły w „Gazecie Wyborczej”, współpracuje z jej działem zagranicznym.
W 2017 znalazł się, obok Pawła Cywińskiego, Ludmiły Anannikovej oraz portalu OKO.press, w grupie czworga nominowanych do medialnej nagrody Amnesty International – Pióra Nadziei.

### Inne działalności
Prowadzi debaty Klubu Absolwentów Uniwersytetu Warszawskiego z cyklu „Widoki na przyszłość”. Trenuje maratony. Statystował w filmie W ciemności Agnieszki Holland.